# Jean-Louis Trintignant
Jean-Louis Xavier Trintignant (phát âm tiếng Pháp: [tʁɛ̃tiɲɑ̃]; sinh ngày 11/12/1930 - mất ngày 17/6/2022) là một diễn viên Pháp.

## Giải thưởng
- 1968- Con gấu bạc cho Nam diễn viên xuất sắc nhất cho The Man Who Lies[2]
- 1969- Cannes Award cho Nam diễn viên xuất sắc nhất cho Z[3]
- 1972- David di Donatello - Special Award
- 2012- European Film Awards - Nam diễn viên xuất sắc nhất cho Amour

Trintignant was nominated to receive the César four times: in 1987, 1995, 1996, and in 1999.

## Danh mục phim chọn lọc
| Năm  | Tên phim                          | Vai diễn                          | Đạo diễn                        |
| ---- | --------------------------------- | --------------------------------- | ------------------------------- |
| 1956 | La Loi des rues                   | Yves Tréguier                     | Ralph Habib                     |
| 1956 | And God Created Woman             | Michel Tardieu                    | Roger Vadim                     |
| 1959 | Les liaisons dangereuses          | Danceny                           | Roger Vadim                     |
| 1959 | Violent Summer                    | Carlo Caremoli                    | Valerio Zurlini                 |
| 1960 | Austerlitz                        | Ségur junior                      | Abel Gance                      |
| 1962 | Le combat dans l'île              | Clément Lesser                    | Alain Cavalier                  |
| 1962 | The Easy Life                     | Roberto Mariani                   | Dino Risi                       |
| 1965 | The Sleeping Car Murders          | Éric Grandin                      | Costa Gavras                    |
| 1966 | A Man and a Woman                 | Jean-Louis Duroc                  | Claude Lelouch                  |
| 1968 | Les Biches                        | Paul Thomas                       | Claude Chabrol                  |
| 1968 | The Great Silence                 | Silence                           | Sergio Corbucci                 |
| 1968 | My Love, My Love                  | Vincent Falaise                   | Nadine Trintignant              |
| 1969 | The Libertine                     | Carlo De Marchi                   | Pasquale Festa Campanile        |
| 1969 | L'américain                       | Bruno                             | Carlo De Marchi                 |
| 1969 | Z                                 | Christos Sartzetakis              | Costa Gavras                    |
| 1969 | My Night at Maud's                | Jean-Louis                        | Éric Rohmer                     |
| 1970 | The Conformist                    | Marcello Clerici                  | Bernardo Bertolucci             |
| 1970 | Le Voyou                          | Simon Duroc                       | Claude Lelouch                  |
| 1971 | Sans mobile apparent              | Stéphane Carella                  | Philippe Labro                  |
| 1971 | L'Opium et le Bâton               | Chaudier                          | Ahmed Rachedi                   |
| 1972 | Plot                              | François Darien                   | Yves Boisset                    |
| 1972 | The Outside Man                   | Lucien Bellon                     | Jacques Deray                   |
| 1973 | The Train                         | Julien Maroyeur                   | Pierre Granier-Deferre          |
| 1974 | Successive Slidings of Pleasure   | the police officer                | Alain Robbe-Grillet             |
| 1974 | Violins at the Ball               | Michel                            | Michel Drach                    |
| 1974 | The Secret                        | David Daguerre                    | Robert Enrico                   |
| 1974 | Le mouton enragé                  | Nicolas Mallet                    | Michel Deville                  |
| 1975 | Flic Story                        | Émile Buisson                     | Jacques Deray                   |
| 1977 | The Passengers                    | Alex Moineau                      | Serge Leroy                     |
| 1978 | L'Argent des autres               | Henri Rainier                     | Christian de Chalonge           |
| 1980 | La terrazza                       | Enrico D'Orsi                     | Ettore Scola                    |
| 1980 | Je vous aime                      | Julien                            | Claude Berri                    |
| 1981 | Passion of Love                   | the doctor                        | Ettore Scola                    |
| 1981 | Eaux profondes                    | Vic Allen                         | Michel Deville                  |
| 1981 | Malevil                           | Fulbert                           | Christian de Chalonge           |
| 1983 | Confidentially Yours              | Julien Vercel                     | François Truffaut               |
| 1983 | Under Fire                        | Marcel Jazy                       | Roger Spottiswoode              |
| 1984 | Viva la vie!                      | François Gaucher                  | Claude Lelouch                  |
| 1985 | Partir, revenir                   | Roland Rivière                    | Claude Lelouch                  |
| 1985 | Rendez-vous                       | Scrutzler                         | André Téchiné                   |
| 1986 | A Man and a Woman: 20 Years Later | Jean-Louis Duroc                  | Claude Lelouch                  |
| 1989 | Bunker Palace Hôtel               | Holm                              | Enki Bilal                      |
| 1991 | Merci la vie                      | SS officier                       | Bertrand Blier                  |
| 1994 | Three Colors: Red                 | Joseph Kern                       | Krzysztof Kieślowski            |
| 1995 | The City of Lost Children         | voice                             | Jean-Pierre Jeunet và Marc Caro |
| 1995 | Fiesta                            | Colonel Masagual                  | Pierre Boutron                  |
| 1996 | A Self Made Hero                  | Albert Dehousse (the matured one) | Jacques Audiard                 |
| 2003 | Janis et John                     | Monsieur Cannon                   | Samuel Benchetrit               |
| 2012 | Amour                             | Georges                           | Michael Haneke                  |